# Chuột xạ hương
Chuột xạ hương (Ondatra zibethicus), thuộc chi Ondatra đơn diện và tông Ondatrini, là một loài gặm nhấm bản địa tại Bắc Mỹ, bán thủy sinh, kích thước trung bình. Được du nhập đến nhiều nơi tại châu Âu, châu Á, Nam Mỹ. Chuột xạ hương sinh sống trên đất ngập nước bao phủ khắp phạm vi khí hậu và sinh cảnh rộng lớn. Chuột xạ hương có ảnh hưởng quan trọng đến hệ sinh thái đất ngập nước và là nguồn cung thực phẩm, lông thú cho người.
Chuột xạ hương là loài lớn nhất trong phân họ Arvicolinae, bao gồm 142 loài động vật gặm nhấm khác, chủ yếu chuột đồng và chuột lemming. Chuột xạ hương được quy vào loài "chuột" theo giác quan chung bởi chúng là loài gặm nhấm kích cỡ trung bình với một lối sống dễ thích nghi và một khẩu phần ăn tạp. Tuy nhiên, chúng không được xem như "chuột thật sự", theo nghĩa thành viên thuộc chi Rattus.

## Từ nguyên
Tên gọi chuột xạ hương hầu như chắc chắn đi kèm từ nguyên dân gian dựa vào một từ ngữ có nguồn gốc trong tiếng Algonquin, muscascus (nghĩa đen "có màu đỏ", do đó được gọi theo màu sắc lông), hoặc dựa theo từ ngữ bản địa Abenaki mòskwas, xuất hiện trong tên gọi tiếng Anh cổ xưa dành cho con vật, musquash. Do kết hợp mùi "xạ hương", chuột xạ hương sử dụng để đánh dấu lãnh thổ cùng chiếc đuôi dẹt khiến tên gọi biến chuyển thành hải ly xạ hương; về sau tên gọi biến thành chuột xạ hương do tương đồng loài chuột.
Tương tự, danh pháp loài zibethicus có nghĩa 'thơm mùi xạ', là tính từ của zibethus 'xạ cầy hương; cầy hương'. Danh pháp chi bắt nguồn từ tiếng Huron dành cho con vật, ondathra, và ghi vào tân ngữ Latin thành Ondatra thông qua tiếng Pháp.

## Mô tả
Chuột xạ hương trưởng thành dài khoảng 40–70 cm (16–28 in), chiếc đuôi chiếm nửa chiều dài và cân nặng từ 0,6–2 kg (1,3–4,4 lb). Lớn gấp khoảng bốn lần cân nặng chuột nâu (Rattus norvegicus), mặc dù một con chuột xạ trưởng thành chỉ dài hơn chút ít. Chuột xạ hương hầu như chắc chắn là thành viên lớn nhất, nặng nhất thuộc họ Cricetidae đa dạng, trong đó bao gồm tất cả những loài chuột đồng, lemming và hầu hết chuột nhắt bản địa tại châu Mỹ. Chuột xạ hương nhỏ hơn nhiều so với hải ly (Castor canadensis), loài vật thường chia sẻ môi trường sống với chuột xạ.

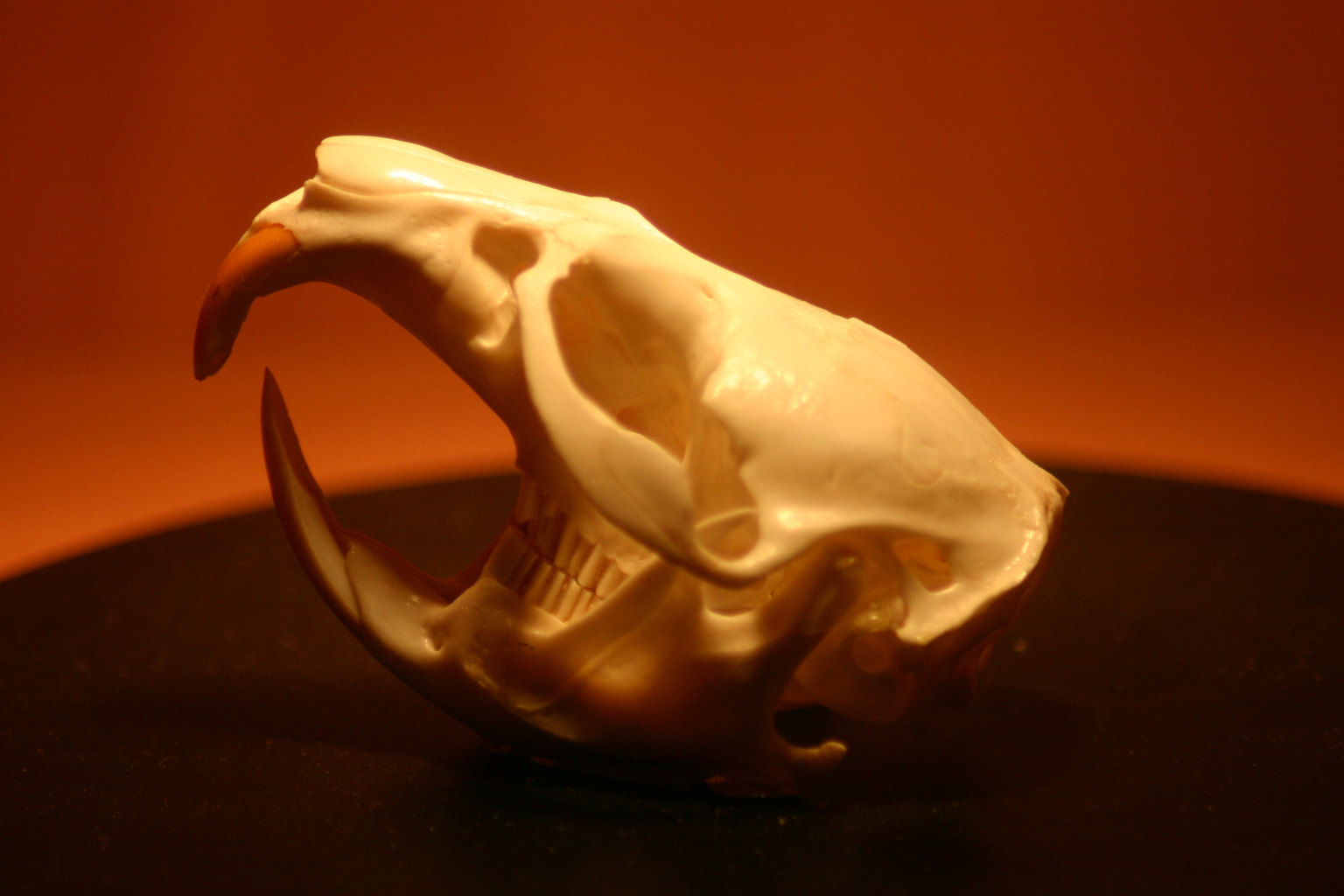
Một hộp sọ chuột xạ hương

Bộ lông ngắn, dày bao phủ toàn thân chuột xạ hương; màu sắc từ trung tính đến nâu sẫm hoặc đen, bụng sáng màu chút ít; khi tuổi tác gia tăng, lông chuyển sang màu xám một phần. Bộ lông có hai lớp, giúp bảo vệ chuột xạ khỏi nước lạnh. Chiếc đuôi dài phủ vảy đầy hơn lông, nhằm hỗ trợ chuột xạ bơi lội, đuôi hơi dẹt theo chiều dọc, đó là hình thù độc nhất ở loài này. Khi chuột xạ bước đi trên đất liền, chúng kéo lê đuôi trên mặt đất, khiến cho vết chân chuột xạ dễ bị nhận ra.
Chuột xạ hương dành nhiều thời gian dưới nước và thích nghi tốt với lối sống bán thủy sinh của chúng. Chuột có thể bơi dưới nước trong vòng 12-17 phút. Cơ thể chuột xạ, giống như những loài hải cẩu và cá voi, ít nhạy cảm với sự tích tụ cacbon dioxide so với hầu hết loài hữu nhũ khác. Chuột xạ có thể cụp kín đôi tai để tránh nước bên ngoài. Chân sau có màng bơi, mặc dù khi bơi lội, chiếc đuôi là phương tiện đẩy chủ yếu.

## Phân phối và sinh thái

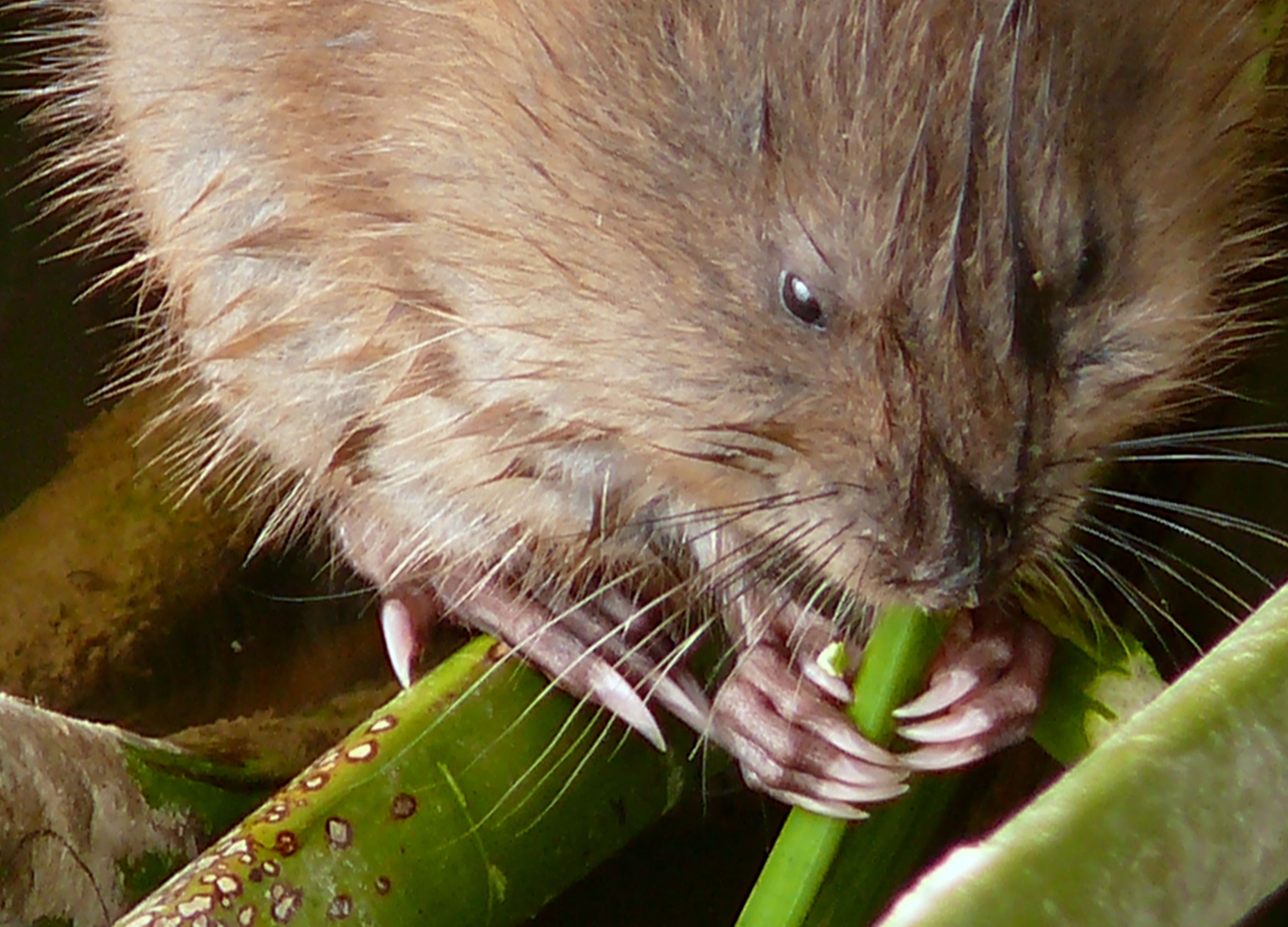
Chuột xạ ăn thực vật. Lưu ý móng vuốt dài được dùng để đào hang.

Chuột xạ hương sinh sống trên hầu khắp Canada, Hoa Kỳ và một phần nhỏ miền bắc Mexico. Chuột xạ được du nhập đến châu Âu vào đầu thế kỷ 20 và đã trở thành một loài xâm lấn ở tây bắc châu Âu. Chuột xạ chủ yếu sinh sống trên đất ngập nước, khu vực đất ngập nước gần nước mặn hoặc nước ngọt, sông, hồ hoặc ao. Chuột xạ hương không sinh sống ở bang Florida, nơi mà chuột xạ đuôi tròn hay chuột nước Florida (Neofiber alleni) đã lắp đầy môi trường sinh thái.
Chu kỳ quần thể tự nhiên; trong khu vực mà chuột xạ trở nên đông đúc, chúng có khả năng loại bỏ nhiều thảm thực vật ở vùng đất ngập nước. Chuột xạ hương được cho đóng vai trò quan trọng định đoạt thảm thực vật của vùng đất ngập nước đồng cỏ nói riêng. Chuột xạ cũng chọn lọc loại bỏ các loài thực vật ưa thích, do đó làm biến đổi độ phong phú của các loài thực vật trên nhiều loại đất ngập nước. Chuột xạ hương thường ăn cỏ đuôi mèo và hoa súng vàng. Cá sấu mõm ngắn được cho là loài săn mồi tự nhiên trọng yếu và khi chuột xạ vắng mặt ở Florida có thể một phần do kết quả bị cá sấu ăn thịt.
Trong khi hoạt động con người khiến nhiều sinh cảnh đất ngập nước bị loại trừ, quá trình xây dựng kênh đào hoặc kênh mương thủy lợi đã tạo ra sinh cảnh sống mới cho chuột xạ, chuột xạ hương vẫn còn phổ biến và trải rộng. Chúng có thể sống cạnh dòng suối có chứa nước lưu huỳnh độc hại do cống thoát nước ở mỏ than đá thải ra. Cá và ếch chết trong nước suối, nhưng chuột xạ hương có thể phát triển mạnh và chiếm cứ đất ngập nước. Chuột xạ hương cũng được hưởng lợi do con người bức hại một số động vật ăn thịt chuột xạ.
Chuột xạ hương được phân loại như một "sinh vật mới bị cấm" dưới luật sinh vật mới và chất độc hại năm 1996 của New Zealand, ngăn cấm nhập khẩu chuột xạ vào quốc gia này.
Sán lá Metorchis conjunctus cũng có thể lây nhiễm sang chuột xạ.

## Hoạt động sinh thái

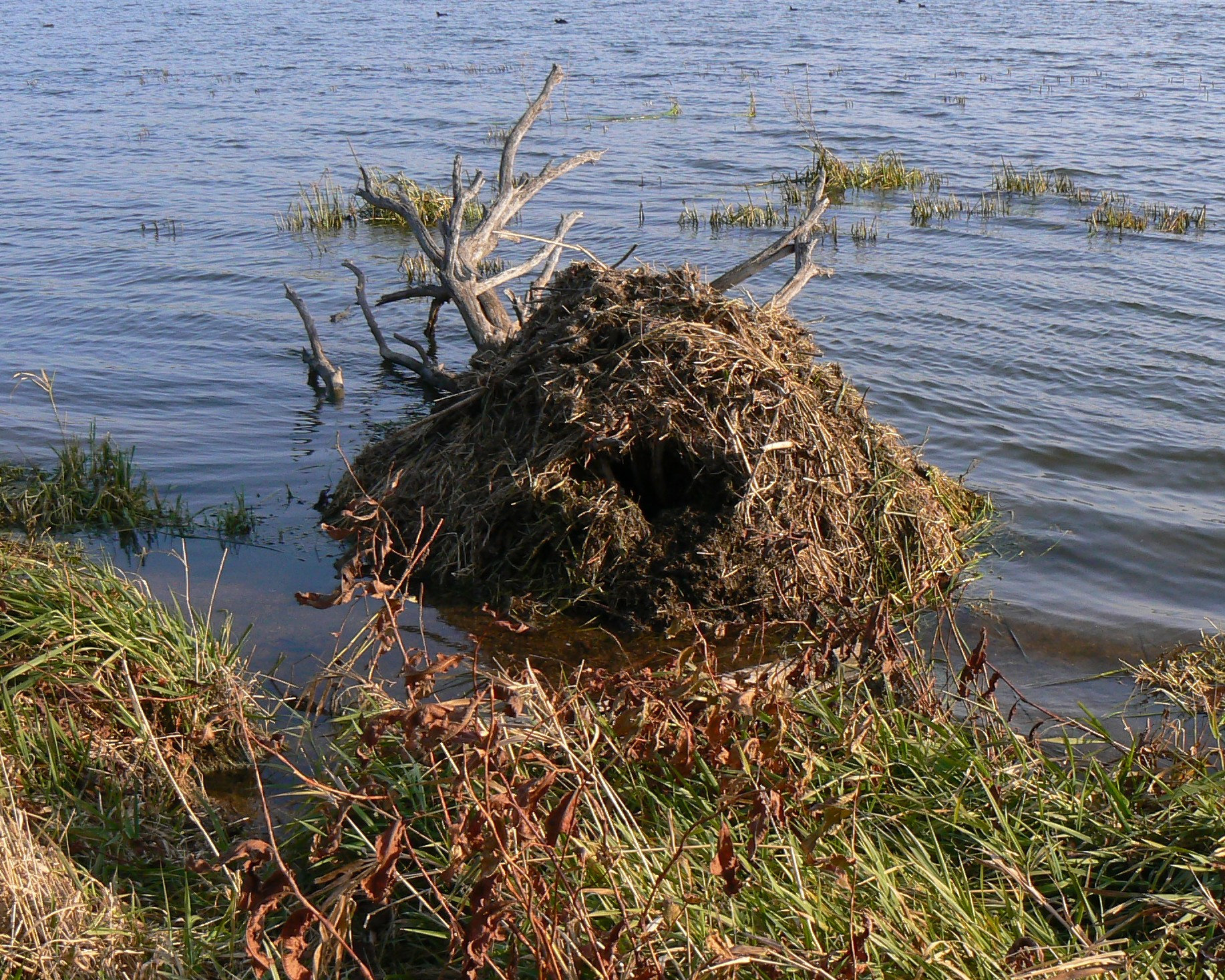
Một chiếc lều tổ chuột xạ hương

Chuột xạ hương thường sống theo nhóm bao gồm một cặp đực cái và chuột non. Vào thời gian mùa xuân, chuột xạ hương thường chiến đấu lẫn nhau giành lãnh thổ và bạn tình tiềm năng. Nhiều con chuột bị thương hoặc thiệt mạng trong các cuộc chiến. Gia đình chuột xạ xây tổ để bảo vệ bản thân và chuột non khỏi thời tiết lạnh và thú săn mồi. Tại dòng suối, ao hồ, sông ngòi, chuột xạ đào sâu vào trong bờ sông thành một lối vào dưới nước. Những lối vào này rộng 15–20 cm (5,9–7,9 in). Trên đầm lầy, lều tổ được xây dựng bằng thực vật và bùn. Những chiếc lều tổ này có chiều cao lên đến 91 cm (2,99 ft). Ở khu vực có tuyết rơi, chuột xạ giữ khe hở để đóng lều tổ lại bằng cách dùng thực vật bịt kín, lớp thực vật được chuột thay thế mỗi ngày. Một số lều tổ chuột xạ bị lũ lụt mùa xuân cuốn đi và được thay thế hằng năm. Chuột xạ hương cũng xây lớp nền trữ thức ăn trên đất ngập nước. Chúng giúp duy trì khu vực thông thoáng trên đầm lầy, giúp cung cấp môi trường sống cho chim thủy sinh.
Chuột xạ hương hoạt động mạnh nhất vào ban đêm hoặc lúc gần sáng và chiều tối. Chúng ăn cỏ đuôi mèo và những loài thực vật thủy sinh khác. Chúng không tích trữ thức ăn cho mùa đông, nhưng đôi khi vẫn ăn bên trong lều tổ. Cũng có khi chuột xạ hương lấy cắp thức ăn mà hải ly tích trữ, có vẻ quan hệ cộng sinh nhiều hơn với hải ly có tồn tại, được trình chiếu trong chương trình tài liệu về động vật hoang dã Đời sống động vật hữu nhũ, tác giả David Attenborough, đài BBC. Nguyên liệu thực vật chiếm khoảng 95% khẩu phần ăn, nhưng chuột xạ cũng ăn động vật nhỏ, chẳng hạn trai nước ngọt, ếch, tôm hùm đất, cá và rùa nhỏ. Chuột xạ hương đi theo đường mòn mà chúng đào ở đầm lầy và ao nước. Khi nước đóng băng, chuột xạ tiếp tục đi theo đường mòn dưới lớp băng.

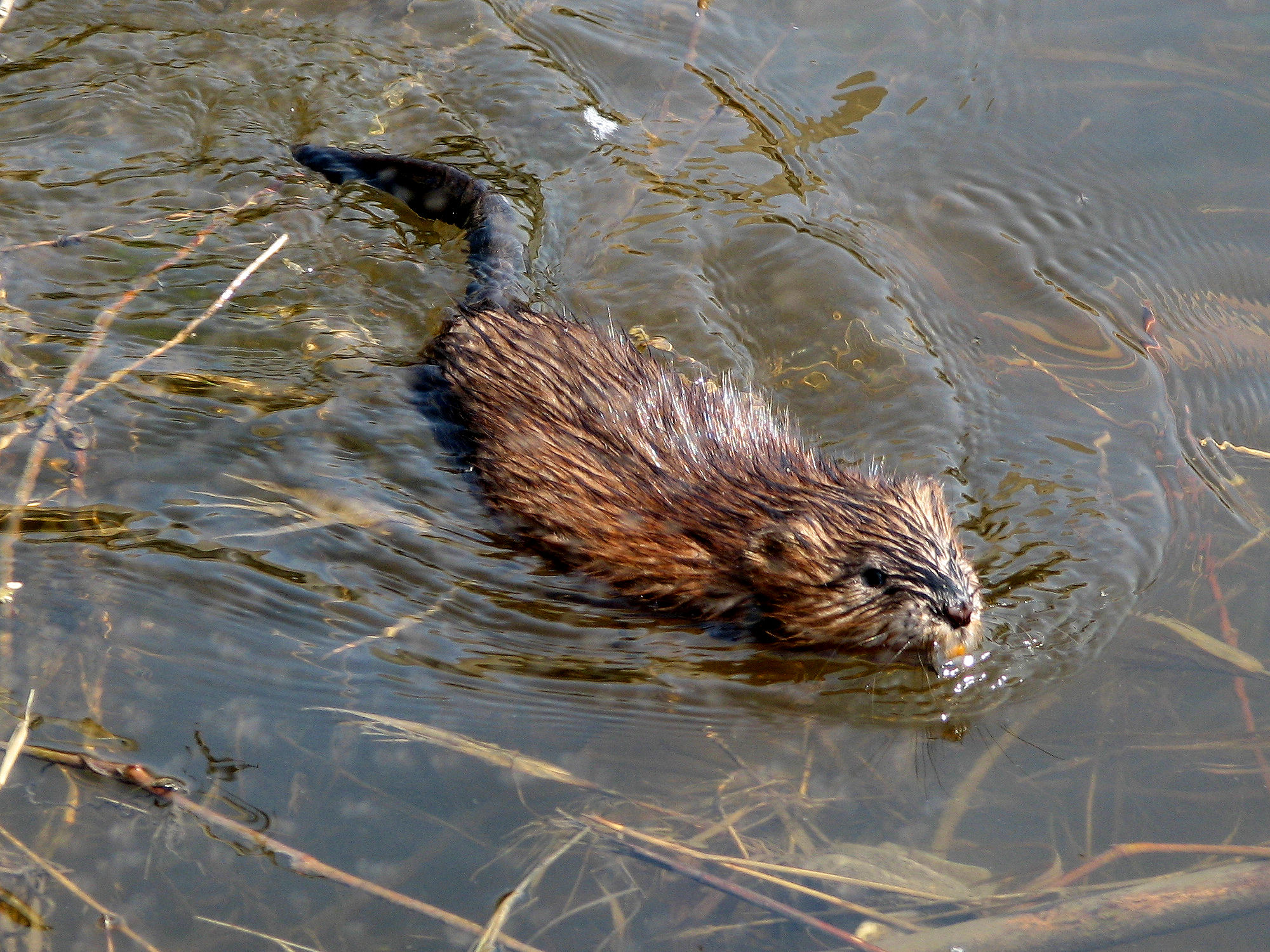
Chuột xạ bơi lội, sông Rideau, Ottawa

Chuột xạ hương cung cấp nguồn thức ăn quan trọng cho nhiều loài động vật khác, bao gồm chồn nâu, cáo, sói đồng cỏ, sói, linh miêu, gấu, đại bàng, rắn, cá sấu mõm ngắn, cú lớn và diều hâu. Rái cá, rùa đớp mồi và cá lớn như cá chó săn bắt ăn thịt chuột xạ sơ sinh. Tuần lộc và hươu sừng lớn thỉnh thoảng ăn loại thực vật mà chuột xạ dùng để xây lều tổ vào thời gian mùa đông khi thức ăn khác bị khan hiếm đối với chúng.
Trong phạm vi du nhập chuột xạ tại Liên bang Xô viết cũ, loài thú lớn nhất ăn thịt chuột xạ hương là chó rừng lông vàng. Chúng có thể hoàn toàn bị trừ tiệt khi cơ thể cạn nước. Vào thời gian mùa đông năm 1948-1949 tại Amu Darya (sông ở Trung Á), chuột xạ hương chiếm 12,3% trong lượng phân chó rừng và 71% số tổ chuột xạ bị chó rừng phá hủy, 16% trong số đó bị đóng băng và không thích hợp cho chuột xạ trú ngụ. Chó rừng ăn thịt chuột xạ cũng gây hại cho ngành công nghiệp chuột xạ hương, những con chuột công nghiệp bị đánh bẫy, lột lớp da sấy khô.
Khác biệt với loài chuột thông thường, chuột xạ hương không hề hôi hám mà ngược lại, chúng có mùi rất thơm do cơ thể chứa một tuyến xạ hương có mùi rất đặc trưng giống như các loài hươu xạ. Khi đến mùa sinh sản, động dục, tuyến xạ dưới bụng của chuột xạ hương sẽ trướng lên, sản sinh ra một dung dịch lỏng màu vàng, mùi thơm nồng để thu hút bạn tình. Đặc biệt, chất lỏng này có ở cả chuột đực lẫn cái.
Chuột xạ hương, giống như hầu hết động vật gặm nhấm, là loài nhân giống sinh sản nhiều. Chuột cái có thể sinh hai hoặc ba lứa một năm, một lứa gồm sáu đến tám chuột non. Chuột sơ sinh khi sinh ra nhỏ và chưa mọc lông, cân nặng chỉ khoảng 22 g (0,78 oz). Ở môi trường miền nam, chuột xạ non trưởng thành sau sáu tháng, trong khi ở môi trường miền bắc lạnh hơn, phải mất khoảng một năm. Quần thể chuột xạ xuất hiện sự tiến triển xuyên qua mô hình tăng trưởng thường xuyên và sụt giảm đáng kể trải rộng qua thời kỳ sáu đến mười năm. Một số loài gặm nhấm khác, bao gồm họ hàng gần nổi tiếng của chuột xạ hương là chuột lemming, tiến triển qua nhiều kiểu thay đổi quần thể.

## Trong lịch sử nhân loại

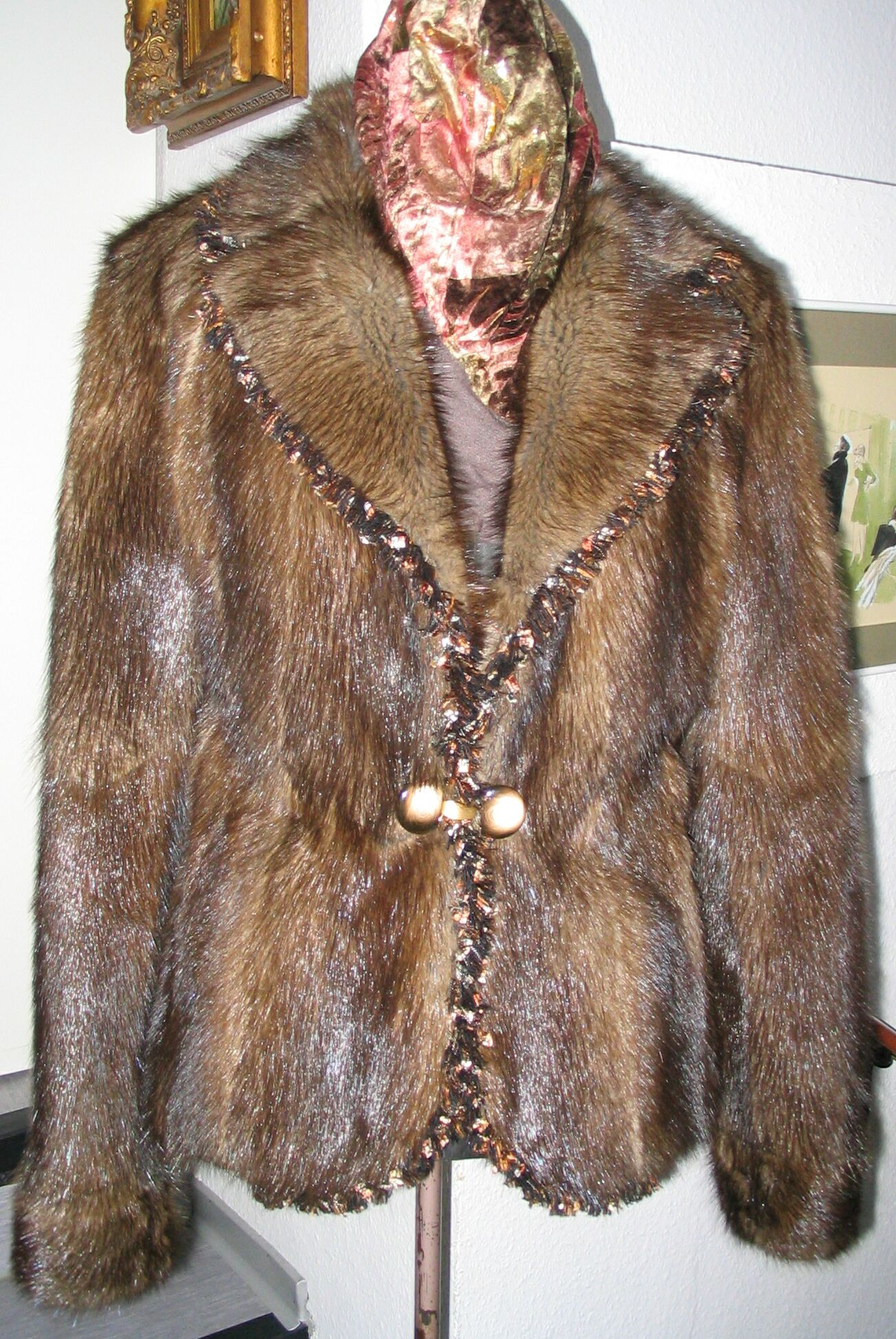
Áo choàng lông chuột xạ hương

Người châu Mỹ bản địa từ lâu đã xem chuột xạ hương là một loài vật rất quan trọng. Một số dự đoán mức độ tuyết rơi mùa đông bằng cách quan sát kích thước và thời gian xây lều tổ của chuột xạ hương.
Trong một vài sáng thế thần thoại của người châu Mỹ bản địa, chuột xạ hương lặn xuống đáy biển nguyên thủy để mang bùn lên, từ đó trái đất được tạo ra, sau khi những con vật khác đã làm nhiệm vụ thất bại.
Chuột xạ hương đôi khi còn là nguồn thực phẩm dành cho con người. Tại nhiều nơi đông nam bang Michigan, một Giáo luật lâu đời cho phép người Công giáo ăn thịt chuột xạ hương vào thứ tư Lễ Tro và thứ sáu Mùa Chay (khi đó được phép ăn thịt, trừ cá, bị cấm); truyền thống này quay trở lại tối thiểu vào đầu thế kỷ 19.
Nhiều nhà sinh vật học đã thu hoạch tuyến xạ hương để sản xuất ra một loại "nước hoa chuột xạ". Tuy nhiên, theo một số chuyên gia, tiềm năng kinh tế của loại nước hoa này không cao bởi tuyến thơm của chuột xạ hương không thơm bằng tuyến thơm hươu xạ. Ngoài ra, do loài chuột này có tốc độ sinh sản nhanh (sau 15-20 ngày có thể đẻ từ 6-8 con) nên không đủ độ quý hiếm để trở thành một loại nước hoa có giá trị cao. Mặc dù tuyến xạ thơm không được trọng dụng nhưng bộ lông mượt, dày, không thấm nước của chuột xạ hương lại có giá rất cao, là một trong những bộ lông động vật có giá trị lớn.

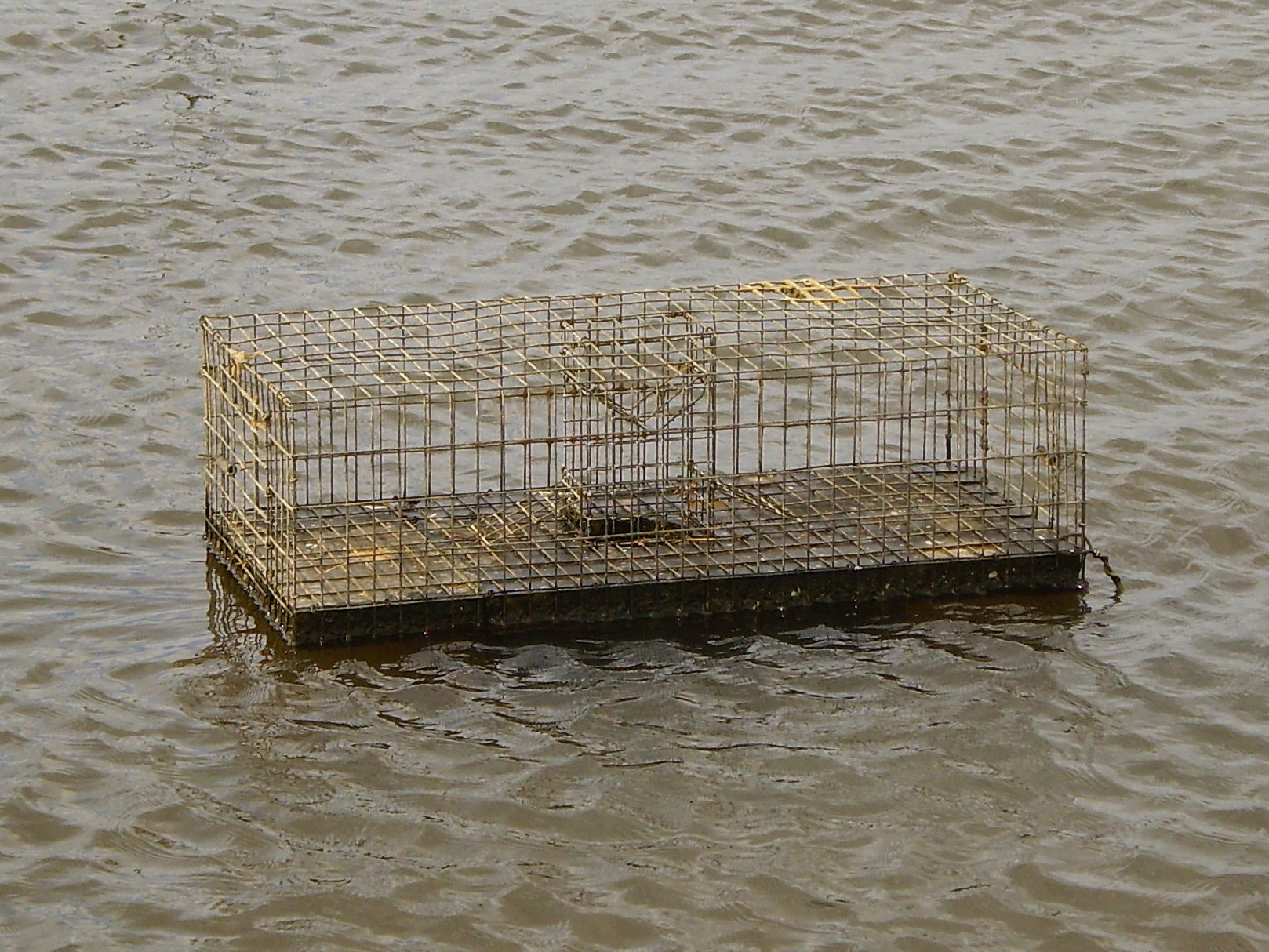
Bẫy chuột xạ hương tại Hà Lan

Bộ lông chuột xạ ấm áp, trở nên thượng hạng vào đầu tháng 12 ở miền bắc Bắc Mỹ. Vào đầu thế kỷ 20, đánh bẫy động vật để lấy lông đã trở thành một ngành công nghiệp quan trọng lúc bấy giờ. Thời kỳ đó, bộ lông được đặc biệt cắt tỉa và nhuộm màu sẽ được chào bán rộng rãi tại Mỹ như bộ lông "hải cẩu Hudson". Chuột xạ hương được du nhập đến châu Âu tại thời điểm đó như một nguồn tài nguyên lông thú và trải rộng khắp Bắc Âu lẫn châu Á.
Ở vài quốc gia châu Âu như Bỉ, Pháp, Hà Lan, chuột xạ hương bị xem là một loài vật xâm lấn phá hoại. Chuột xạ hương đào bới gây thiệt hại mương rãnh và đê điều mà nhiều quốc gia trũng thấp phụ thuộc vào đó để tránh lũ lụt. Tại nhiều quốc gia, chuột xạ hương bị đánh bẫy, bị nhiễm độc và bị săn bắt nhằm nỗ lực kìm giữ cho quần thể giảm xuống. Chuột xạ hương cũng ăn ngô, phá hoại những trang trại và vườn cây trồng khác gần nguồn nước.
Mũ trùm đầu mùa đông của cảnh sát cưỡi ngựa hoàng gia Canada được làm từ lông chuột xạ hương.